# Namnå
Namnå is een plaats in de Noorse gemeente Grue, provincie Innlandet. Namnå telt 385 inwoners (2007) en heeft een oppervlakte van 0,97 km².
Bergesiden · Grinder · Kirkenær · Namnå